# Stefanía Fernández
Stefanía Fernández Krupij (Mérida, 4 settembre 1990) è una modella venezuelana, Miss Venezuela 2008 e Miss Universo 2009. È menzionata nel Guinness dei primati per essere stata la prima Miss Universo ad essere incoronata da una compatriota.

## Biografia
Stefanía nacque nella città andino-venezuelana di Mérida, nella regione omonima, di ascendenza spagnola per parte paterna (per la precisione di un paese costiero del Sud della Galizia, Nigrán). Per parte materna ha ascendenza di immigranti dall'Europa Orientale, specificamente dall'Ucraina e dalla Polonia, che fuggirono dall'Unione Sovietica stabilendosi in Venezuela durante l'ondata di immigranti che ricevette il Paese nel secolo scorso.
È la minore di tre fratelli. Sua madre Nadia Krupij Holojad è farmacista e suo padre, José Luis Fernández, è un imprenditore nel campo della falegnameria.
Durante la sua infanzia e adolescenza rimase a Mérida facendo piccole apparizioni come modella. Quindi si interessò a concorsi di bellezza e così partecipò all'elezione della regina della Fiera Internazionale del Sole (Feria del Sol) nella sua edizione del 2008. Partecipò poi a Miss Táchira 2008, raggiungendo il secondo posto della competizione.

## Carriera
Stefanía Fernández ha vinto il titolo di Miss Venezuela 2008, nel concorso tenuto a Caracas il 10 settembre 2008, incoronata dalla miss uscente, Dayana Mendoza, Miss Venezuela 2007 e Miss Universo 2008 Inoltre, Fernández ha vinto i titoli di "Miss Eleganza", "Miglior corpo" e "Miglior viso". Così come Dayana Mendoza, anche Stefanía Fernández è stata incoronata Miss Universo il 23 agosto 2009 a Nassau, sancendo la prima occasione nella storia del concorso in cui la stessa nazione vince per due volte di seguito il titolo.